# Sky island

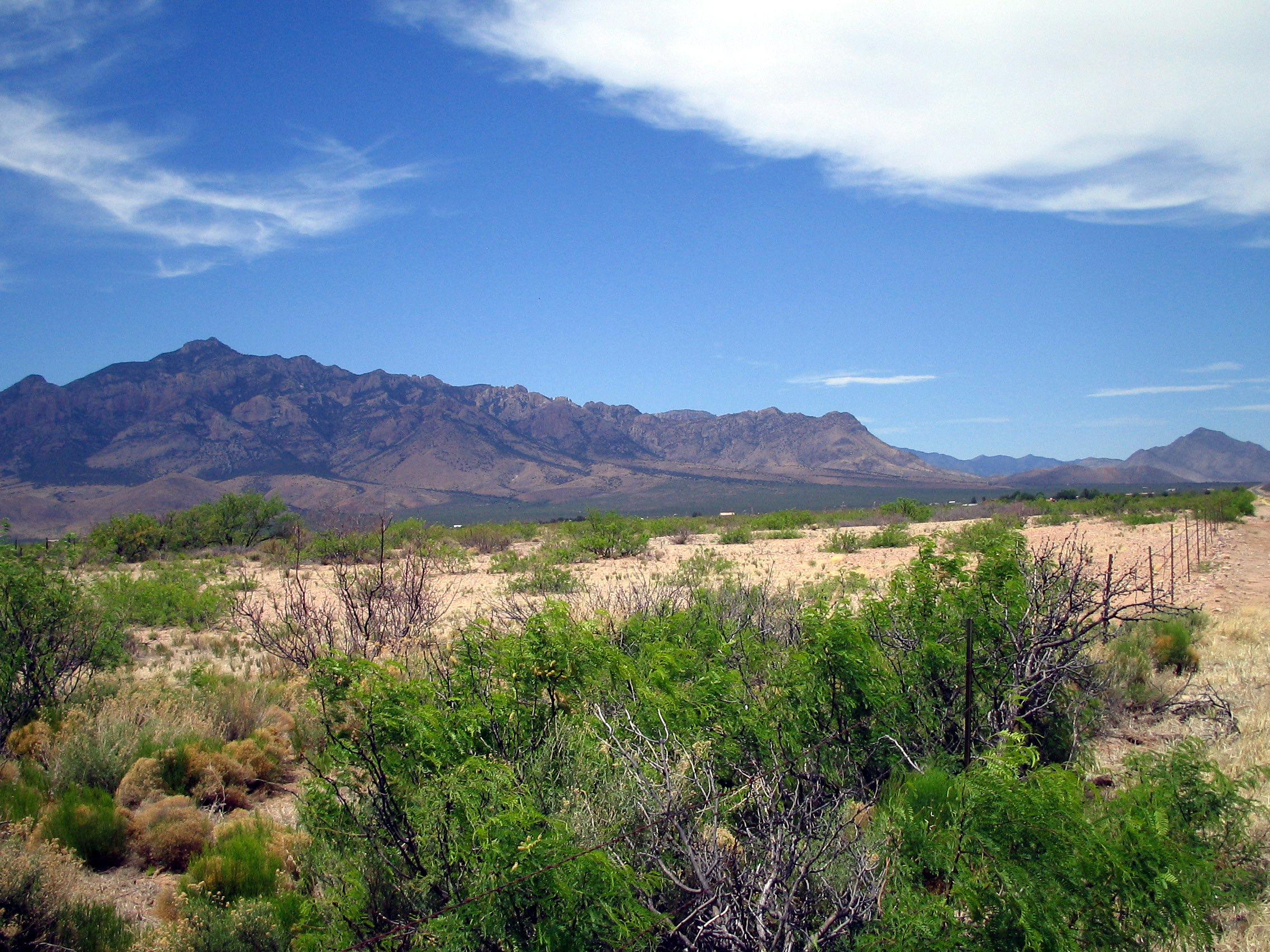
Vue des monts Chiricahua faisant partie des Madrean Sky Islands en Arizona, aux États-Unis.

Une sky island (expression anglaise signifiant littéralement « île dans le ciel ») est un massif de montagnes dont les conditions d'isolation topographique se répercutent au niveau des écosystèmes.Les espèces végétales et animales qui y sont présentes peuvent alors faire l'objet d'une spéciation, contrairement aux mêmes espèces vivant dans d'autres milieux non isolés topographiquement. Les espèces vivant dans une sky island ont donc plus de probabilité d'être endémiques.
L'expression sky island provient d'une analogie avec les îles classiques, telles que les îles Galápagos, dont la faune a subi un phénomène de spéciation entre l'archipel et les autres terres, mais aussi entre les îles de l'archipel.
Les sky islands les plus typiques sont les tepuys d'Amérique du Sud, le Kilimandjaro en Tanzanie, le mont Wilhelm en Papouasie-Nouvelle-Guinée ou encore la chaîne du Yushan qui constitue les montagnes centrales de Taïwan.

## Référence
- (en) Cet article est partiellement ou en totalité issu de l’article de Wikipédia en anglais intitulé « Sky island » (voir la liste des auteurs).